# Хаапавеси
Ха́апавеси — город в Финляндии, расположенный на берегу реки Пюхяйоки (фин. Pyhäjoki) в провинции Северная Остроботния в губернии Оулу.

## Население
Население города 7098 человек (2016 год). Плотность населения — 7,04 чел./км². Возрастной состав населения на 2016 год:
- до 15 лет — 21,5 %
- от 15 до 64 лет — 57,6 %
- от 65 лет — 20,9[5]

## География
Площадь всего муниципалитета составляет 1086,11 км², из них:
- площадь суши 1049,78км²
- площадь водных объектов 36,33 км².

Соседние муниципалитеты: Хаапаярви, Кярсямяки, Нивала, Оулайнен, Раахе, Сиикалатва и Юливиеска.

## История
Постоянные поселения появились на берегу реки Пюхяйоки на месте сегодняшнего города Хаапавеси в XVI веке. В основном люди переселялись с востока, из исторической провинции Саво, но были и те, кто прибыл с побережья Ботнического залива. Средства к существованию местные жители добывали рыбалкой, охотой и сельским хозяйством. В начале XVII века в Хаапавеси началось производство дёгтя, этому благоприятствовало выгодное географическое расположение, так как река Пюхяйоки обеспечивала лёгкий способ транспортировки дёгтя к побережью. В середине 1860-х годов население Хаапавеси составляло около 4,5 тысяч человек, однако в годы голода в Финляндии (1866—1868) численность населения сократилась до 4 тысяч. Тем не менее к 1920 году население заметно выросло и составило более 7 тысяч человек. Муниципалитет Хаапавеси был основан в 1866 году и до 1870 года носил название Хаапаярви (фин. Haapajärvi).  Первая городская часовня была построена в 1640-х годах, позднее, в 1660-е была возведена вторая церковь. Построенная в 1781 году третья церковь сгорела в 1981 году. Церковь, которую сегодня можно увидеть в городе Хаапавеси, была построена в 1984 году.
В период с 1887 по 1926 год на берегу реки в местечке под названием Кюльпюлясаари работал оздоровительный глино- и грязелечебный центр. Сейчас там расположен кемпинг с одноимённым названием и городской пляж.
В 1982 г. педагог Нора Пёюхёнен основала первую в Финляндии женскую гимназию, где воспитанниц обучали ведению домашнего хозяйства. Первоначально гимназия называлась «Школа кулинарии и садоводства» (фин. Kasvitarha- ja keittokoulu), позднее — «Училище домашнего хозяйства» (фин. Kotitalousopisto), «Школа домохозяек» (фин. Emäntäkoulu). На сегодняшний день гимназия входит в состав профессионального училища Хаапавеси.

## Крупные предприятия
Наиболее крупными предприятиями являются: 
- молокозавод Osuuskunta Pohjolan Maito, принадлежащий компании Valio[9]
- производитель сельскохозяйственной техники Agronic
- M-Filter Oy Ab
- Haapaveden Ha-Sa Oy / Haapaveden saha
- Haapaveden Puukaluste Oy
- Торфяная электростанция Kanteleen Voima[10].

Консультационные и юридические услуги по развитию бизнеса в Хаапавеси оказывает основанная в 1989 году компания АО «Технологическая деревня»(фин. teknologiakyla).  

## Образование
В городе Хаапавеси расположены следующие учебные заведения: 
- профессиональное училище Хаапавеси. В профессиональном училище города Хаапавеси существует два отделения: техническое, где можно получить образование автомеханика, сварщика, слесаря и столяра, а также отделение сферы обслуживания, где готовят специалистов в сфере туристических услуг, поваров, официантов и садоводов[8].
- народный университет (высшее народное училище)
- гимназия.

В городе несколько учреждений начального образования. В каждом сельском населённом пункте муниципалитета есть своя школа. В центре города расположено две районные школы: школа Мякиринне (фин. Mäkirinteen koulu) и школа Хюттикаллио (фин. Hyttikallion koulu).

## Культура

### Фестиваль народной музыки
Ежегодно начиная с 1989 года в Хаапавеси проходит фестиваль народной и этнической музыки. Как правило, трёхдневный фестиваль проходит в конце июня – начале июля. Место проведения фестиваля – территория профессионального училища Хаапавеси, некоторые концерты проводятся в городской церкви. Ежегодно в фестивале принимает участие около 50 исполнителей, а количество посетителей составляет порядка 10 тысяч человек .

## Известные уроженцы

### Участники комической скетч-группыЮстимусфилмс
Юстимусфилмс (Justimusfilms) –  это скетчком-трио из Хаапавеси, получивший широкую известность в Финляндии благодаря своим юмористическим видеороликам на сервисе YouTube. Участники группы: Юхо Нуммела, Сами Хармаала и Йоосе Кяярияйнен — начали публиковать свои короткометражные фильмы в 2009 году. В 2012 году трио выпустило собственный телевизионный сериал под названием Юстимус на канале ТV5. Первый выпуск сериала собрал 112 тысяч зрителей, что стало своеобразным рекордом на канале ТV5.

## Города-побратимы
- Беломорск, Россия
- Ридала, Эстония
- Жатец, Чехия
- Эльвсбюн, Швеция